# Luis Mariano de Larra
Luis Mariano de Larra y Wetoret (Madrid, 1830 - 1901) va ser un dramaturg espanyol i fill de l'escriptor Mariano José de Larra.

## Biografia
Va ser funcionari de l'Estat i treballà al Ministeri de Foment. Col·laborà en diverses publicacions de la seva època; durant un temps va ser redactor de la Gaceta de Madrid, però va deixar aquesta ocupació per a consagrar-se exclusivament a la literatura. Va escriure nombroses comèdies i entre les de major èxit es troba La oración de la tarde, drama en tres actes i en vers representat al Teatro del Circo el 25 de novembre de 1858 i el seu protagonista, don Diego de Mendoza, es veu arrossegat a justa indignació per motius de l'honor (honra) i posa en pràctica el precepte evangèlic de perdonar les injúries.
També destacà como autor de sarsuela, entre elles dues amb música de Francisco Asenjo Barbieri que van ser molt cèlebres, El barberillo de Lavapiés, que s'estrena`al Teatro de la Zarzuela de Madrid el 18 de desembre de 1874, i Chorizos y Polacos, estrenada al Teatro Príncipe Alfonso de Madrid, el 24 de maig de 1876.

## Obres

### Comèdies
- El Toro y el Tigre.
- Un embuste y una boda.
- Todo con raptos.
- El cuello de la camisa, amb el Sr. Suricalday.
- En Palacio y en la calle. Drama.
- Las tres noblezas.
- Quien á cuchillo mata.
- A caza de cuervos! amb el Sr. Larrea.
- Una nube de verano.
- Batalla de reinas.
- El amor y el interés.
- La pluma y la espada.
- La paloma y los halcones.
- La planta exótica.
- El Rey del mundo.
- La oración de la tarde. Madrid; Imp. De José Rodríguez, 1858.
- La primera piedra.

### Sarsueles
- Todos son raptos, per a Barbieri i Oudrid, estrenada al Teatro Circo el 1851.
- La conquista de Madrid, per a Gaztambide, el 1863.
- Justos por pecadores, per a Oudrid y Marqués, el 1871.
- Viaje a la luna, per a D. José Rogel Soriano, el 1876.
- La Guerra Santa del nuevo nacer, per a Emilio Arrieta, el 1879.
- Chorizos y Polacos, per a Barbieri, estrenada al Teatro Príncipe Alfonso de Madrid, el 24 de maig de 1876
- El Barberillo de Lavapiés, per a Barbieri, estrenada al Teatro de la Zarzuela de Madrid, el 18 de desembre de 1874.